# Campionatul European de Baschet Feminin din 2017 Grupa A
Grupa A a Campionatului European de Baschet Feminin din 2017 s-a desfășurat între 16 și 19 iunie 2017. Toate meciurile acestei grupe s-au jucat la Hradec Králové, Cehia.

## Clasament
| Loc | Echipa  | MJ | V | Î | PM  | PP  | PD  | Pct | Calificare                                                 |
| --- | ------- | -- | - | - | --- | --- | --- | --- | ---------------------------------------------------------- |
| 1   | Spania  | 3  | 2 | 1 | 201 | 169 | +32 | 5   | Avansează în faza sferturilor de finală                    |
| 2   | Ucraina | 3  | 2 | 1 | 197 | 195 | +2  | 5   | Avansează în faza calificările pentru sferturile de finală |
| 3   | Ungaria | 3  | 1 | 2 | 194 | 216 | −22 | 4   | Avansează în faza calificările pentru sferturile de finală |
| 4   | Cehia   | 3  | 1 | 2 | 184 | 196 | −12 | 4   |                                                            |

1. 1 2  Spania 76–54 Ucraina
2. 1 2  Cehia 70–74 Ungaria

Orele de desfășurare reprezintă ora locală (UTC+2).

## 16 iunie

### Ungaria vs Spania
| 16 iunie 2017 20:30 |

| Boxscore |

| Ungaria                                                         | 48–62 | Spania                                    |
| Scorul pe sferturi: 8–18, 13–12, 10–13, 17–19                   |       |                                           |
| Pt: Krivačević, Vandersloot 11 Rec: Határ 8 Pase: Fegyverneky 4 |       | Pt: Lyttle 17 Rec: Lyttle 12 Pase: Cruz 4 |

### Ucraina vs Cehia
| 16 iunie 2017 18:00 |

| Boxscore |

| Ucraina                                           | 59–47 | Cehia                                        |
| Scorul pe sferturi: 24–13, 18–10, 4–10, 13–14     |       |                                              |
| Pt: Iagupova 21 Rec: Udodenko 16 Pase: Iagupova 4 |       | Pt: Vaughn 16 Rec: Vaughn 6 Pase: Elhotová 4 |

## 17 iunie

### Cehia vs Ungaria
| 17 iunie 2017 18:00 |

| Boxscore |

| Cehia                                             | 70–74 | Ungaria                                                           |
| Scorul pe sferturi: 20–24, 18–14, 12–17, 20–19    |       |                                                                   |
| Pt: Hanušová 17 Rec: Hanušová 8 Pase: Vyoralová 5 |       | Pt: Bujdosó 21 Rec: Fegyverneky, Krivačević 7 Pase: Vandersloot 7 |

### Spania vs Ucraina
| 17 iunie 2017 15:00 |

| Boxscore |

| Spania                                        | 76–54 | Ucraina                                          |
| Scorul pe sferturi: 13–15, 22–19, 20–9, 21–11 |       |                                                  |
| Pt: Torrens 26 Rec: Lyttle 18 Pase: Torrens 5 |       | Pt: Iagupova 23 Rec: Iagupova 8 Pase: Iagupova 4 |

## 19 iunie

### Ungaria vs Ucraina
| 17 iunie 2017 : |

| Boxscore |

| Ungaria                                        | 72–84 | Ucraina                                       |
| Scorul pe sferturi: 18–26, 12–21, 17–20, 25–17 |       |                                               |
| Pt: Zele 13 Rec: Bujdosó 7 Pase: Medgyessy 4   |       | Pt: Udodenko 22 Rec: Moss 10 Pase: Iagupova 7 |

### Cehia vs Spania
| 19 iunie 2017 18:00 |

| Boxscore |

| Cehia                                                            | 67–63 | Spania                                               |
| Scorul pe sferturi: 17–17, 11–12, 17–15, 22–19                   |       |                                                      |
| Pt: Vaughn 18 Rec: ttrei jucătoare 6 Pase: Elhotová, Vyoralová 6 |       | Pt: Lyttle 17 Rec: Nicholls 9 Pase: Palau, Torrens 5 |